# أرضاشيس الأول
أرضاشيس الأول (بالأرمنية: Արտաշես Առաջին Բարեպաշտ ,بالإنجليزية: Artaxias I) (حكم من 190/189 قبل الميلاد - 160/159 قبل الميلاد) كان مؤسس الأسرة الأرضاشيسية (Artaxiad Dynasty) والتي حكم أعضاؤها مملكة أرمينيا ما يقارب قرنين من الزمان.